# Histoire de la pensée économique en Mésopotamie
 (avril 2024).
La mise en forme du texte ne suit pas les recommandations de Wikipédia : il faut le « wikifier ».
Les points d'amélioration suivants sont les cas les plus fréquents. Le détail des points à revoir est peut-être précisé sur la page de discussion.
- Les titres sont pré-formatés par le logiciel. Ils ne sont ni en capitales, ni en gras.
- Le texte ne doit pas être écrit en capitales (les noms de famille non plus), ni en gras, ni en italique, ni en « petit »…
- Le gras n'est utilisé que pour surligner le titre de l'article dans l'introduction, une seule fois.
- L'italique est rarement utilisé : mots en langue étrangère, titres d'œuvres, noms de bateaux, etc.
- Les citations ne sont pas en italique mais en corps de texte normal. Elles sont entourées par des guillemets français : « et ».
- Les listes à puces sont à éviter, des paragraphes rédigés étant largement préférés. Les tableaux sont à réserver à la présentation de données structurées (résultats, etc.).
- Les appels de note de bas de page (petits chiffres en exposant, introduits par l'outil «  Source ») sont à placer entre la fin de phrase et le point final[comme ça].
- Les liens internes (vers d'autres articles de Wikipédia) sont à choisir avec parcimonie. Créez des liens vers des articles approfondissant le sujet. Les termes génériques sans rapport avec le sujet sont à éviter, ainsi que les répétitions de liens vers un même terme.
- Les liens externes sont à placer uniquement dans une section « Liens externes », à la fin de l'article. Ces liens sont à choisir avec parcimonie suivant les règles définies. Si un lien sert de source à l'article, son insertion dans le texte est à faire par les notes de bas de page.
- La présentation des références doit suivre les conventions bibliographiques. Il est recommandé d'utiliser les modèles {{Ouvrage}}, {{Chapitre}}, {{Article}}, {{Lien web}} et/ou {{Bibliographie}}. Le mode d'édition visuel peut mettre en forme automatiquement les références.
- Insérer une infobox (cadre d'informations à droite) n'est pas obligatoire pour parachever la mise en page.

Pour une aide détaillée, merci de consulter Aide:Wikification.
Si vous pensez que ces points ont été résolus, vous pouvez retirer ce bandeau et améliorer la mise en forme d'un autre article.
En Mésopotamie, on trouve les prémices d'une pensée économique.
Le croissant fertile constitue l'une des cinq régions terrestres où l'agriculture est apparue de manière indépendante. En raison d'une situation géographique et environnementale privilégiée, la région dispose dès le VIIe millénaire av. J.-C. d'un large patrimoine de cultures et de bétail. L'intensification de la production alimentaire autorise l'émergence de sociétés humaines complexes et, concurremment, de structures de gestion élaborées. Dès le IVe millénaire av. J.-C., on assiste à l'apparition de plusieurs concepts et outils fondamentaux pour la pensée économique.
L'apparition de l'écriture découle probablement des besoins croissants de la population suméro-akkadienne en matière de comptabilité. Les premières tablettes d'Uruk développent des modes de représentations efficaces de l'échange commercial et du stockage bureaucratique : découpée en son milieu la face indique d'un côté les retraits (idéogramme BA qui suggère la distribution) et de l'autre côté les entrées (idéogramme GI) ; le revers figure le total de l'opération (idéogramme BAR). Ces premières modélisations se complexifient rapidement. À l'époque d'Uruk III (3200-3000 av. J.-C.), les scribes commencent à recourir à des tableaux à deux ou trois colonnes, afin de distinguer plus efficacement les composants de l'opération : « Le principe essentiel qui préside à toutes ces divisions tient dans ce qu’une information unique doit être notée par casier ; ceux-ci renferment donc des unités syntagmatiques aisément repérables à l’œil et rapidement identifiables comme telle ».
Cette cohabitation d’informations suscite des effets de voisinages entre des unités pas forcément comparables. Comme toutes les sociétés orales, la civilisation suméro-akkadienne disposaient non pas d’un système numéral abstrait mais de plusieurs systèmes numéraux concrets : certains nombres ne s'appliquaient qu'au dénombrement des hommes, d'autres aux dénombrement du bétail, etc. Vers 3100 av. J.-C., on commence à faire usage d’une numérotation purement abstraite, reposant sur une base sexagésimale.
Le rapprochement ne concerne pas que les symboles arithmétiques, mais également les biens eux-mêmes. Les tablettes donnent à voir un tableau d’ensemble, une figuration de l’activité économique ou administrative, indépendamment de la qualité des biens. Dès le début du IIIe millénaire av. J.-C., les Mésopotamiens transforment certaines denrées en moyen d’échange : elles ne sont pas acquises pour elles-mêmes mais comme intermédiaire en vue d’un échange ultérieur. Au cours des siècles suivants, l'argent s'impose comme la monnaie de référence.
La conceptualisation croissante des activités commerciales entraîne l'avènement d'une terminologie économique élaborée. Les correspondances des marchands assyriens témoignent ainsi d'une prise de conscience du marché en tant qu'entité abstraite. Des termes assez simples acquièrent une signification complexe : šīmum ou achat désigne progressivement la situation financière globale ; maḫīrum ou confrontation se rapporte à l'espace réel ou conceptuel du marché (soit la confrontation dynamique des prix les uns avec les autres). Les acteurs économiques tendent parallèlement à s'institutionnaliser. Des compagnies commerciales (ou batum), disposant de succursales, exercent ainsi leurs activités dans une relative indépendance vis-à-vis des administrations bureaucratiques.
En dépit de sa sophistication, cette pensée économique mésopotamienne ne s'exprime quasiment que dans des documents privés à visée utilitaire. La littérature mésopotamienne théorique dite sapientale n'envisage l'acte économique que dans une optique morale et éthique, prêchant, par exemple, la prudence dans la conduite des affaires.